# Carie dentaria
La carie dentaria (dal latino caries, «corrosione, putrefazione») è una malattia degenerativa dei tessuti duri del dente (smalto, dentina, cemento) ad eziologia batterica, che origina dalla superficie dell'organo e procede in profondità, coinvolgendo la polpa dentale mediante un processo infiammatorio. A causarla sono i comuni microrganismi presenti nel cavo orale, principalmente quelli adesi al dente nella forma di placca batterica, che se non mantenuti sotto controllo attraverso le comuni pratiche di igiene orale, o nel caso di deficit transitori o permanenti delle difese immunitarie, riescono a dissolvere la matrice minerale e organica che costituisce il dente, creando lesioni cavitate.
Bernardo Roccia, nel suo Manuale di odontostomatologia e chirurgia maxillo-facciale, definisce infatti la carie come “un processo distruttivo progressivo e irreversibile dei tessuti duri del dente (smalto, dentina, cemento) che si estende dalla superficie in profondità ed è caratterizzato da una decalcificazione progressiva dell’impalcatura del dente, con successiva dissoluzione della parte organica”.
Il sintomo principale è il dolore, che compare qualora il processo sia sceso più apicalmente ad interessare la dentina e il parenchima pulpare. Il trattamento prevede l'asportazione del tessuto infetto e la sua sostituzione mediante materiale da restauro biocompatibile (odontoiatria conservativa), e, nel caso di coinvolgimento pulpare avanzato, l'asportazione del tessuto pulpare e la sua sostituzione mediante materiale dentale endodontico (endodonzia).

## Epidemiologia
La patologia cariosa costituisce una delle patologie croniche più diffuse a livello mondiale.
Esistono indici standard per il rilevamento della carie dentale. Il più utilizzato tutt’oggi è l’indice DMFT che rappresenta lo strumento globalmente riconosciuto per quantificare la diffusione della patologia cariosa. Si tratta di un indice epidemiologico descritto per la prima volta da Klein e Palmer nel 1937 e si riferisce al numero medio di denti cariati (D=Decay), mancanti (M=Missing) e otturati (F=Filling) sia in dentatura permanente che in dentatura decidua, venendo rispettivamente identificato da lettere maiuscole (DMFT) e minuscole (dmft). Questo indice tende frequentemente a sottostimare la presenza della patologia, in quanto le rilevazioni sono normalmente eseguite attraverso esame visuale, mentre è l'esame radiografico il più indicato per una diagnosi precisa. Il principale vantaggio dell’indice DMFT è rappresentato dal fatto che, grazie alla sua diffusione mondiale negli ultimi 60 anni, ha permesso di standardizzare le modalità di rilevamento della carie dentale, consentendo di confrontare in modo rapido e affidabile i risultati conseguiti nei diversi studi.
Recentemente è stato proposto un nuovo indice, il Significant Caries Index (SiC Index) con lo scopo di individuare, all’interno di una popolazione i soggetti maggiormente a rischio, sui quali è necessario ottimizzare le manovre 24 di prevenzione.

## Eziopatogenesi
Si tratta di una malattia a eziologia plurifattoriale. Occorre fare una distinzione tra agenti eziologici e fattori favorenti o di rischio. I primi svolgono il ruolo di “cause”, cioè sono agenti che possiedono una dignità eziologica e rivestono un ruolo determinante all’inizio e nello sviluppo del processo patologico. I fattori di rischio sono condizioni che aumentano la probabilità che gli eventi patologici si manifestano, pur non svolgendo un evidente ruolo eziologico. Possono ricoprire il ruolo di fattore causale solo nel momento in cui assumono un ruolo eziologico intervenendo nella patogenesi della malattia.
Possiamo sinteticamente ricordare 4 fattori qual: batteri, zuccheri, fattori predisponenti, tempo. I batteri che vivono nella bocca e convivono con l'individuo sono normali commensali del cavo orale che non possono essere eliminati, in quanto forieri di numerosi effetti positivi: si pensi anche solo alla semplice competitività con specie altrimenti patogene (quale il batterio della difterite). Esistono però processi o condizioni che possono alterare questi fini equilibri e slatentizzarne il potenziale patogeno: quando questo si verifica nel cavo orale, essi portano all'insorgenza della carie. La carie pertanto è una patologia infettiva per la quale, a causa del mutarsi delle condizioni, batteri normalmente non nocivi provocano dei danni.
In un dente nelle condizioni di salute normale, i batteri presenti nel cavo orale debbono prima penetrare attraverso lo smalto, barriera naturale a matrice cristallina altamente mineralizzata, che in presenza di acidità può però solubilizzarsi. I batteri, nutrendosi dei residui alimentari (principalmente zuccheri) producono metaboliti a pH acido che determinano dei varchi nello smalto, che viene ad assumere un aspetto poroso (white spots): si parla in questi casi di carie superficiale, sempre asintomatica. Quando lo smalto viene totalmente oltrepassato, i batteri trovano la dentina, tessuto con maggiore contenuto organico e attraversato da canali microscopici detti tubuli. In questa fase il processo carioso può procedere più speditamente e diventare cavitato, se la matrice dentinale viene completamente distrutta. Questo spiega perché si ritrovano tipicamente cavità ampie in dentina con accessi coronali smaltei molto limitati. Nel momento in cui il processo carioso si avvicina al tessuto pulpare, batteri e prodotti tossici del processo di degradazione attraverso i tubuli dentinali possono attivare processi infiammatori, e compare la sintomatologia dolorosa vera e propria (pulpite). 
Nel caso esistano difetti dello smalto dovuti a deficit nel processo di odontogenesi o, più frequentemente, quando in seguito all'abbassamento della gengiva per cause naturali (età) o patologiche (parodontopatia) si viene ad esporre la dentina radicolare direttamente all'ambiente orale, i batteri possono attaccare subito lo strato più debole del dente, portando a processi cariosi più rapidi e più difficili da curare, con frequente recidiva.

### Placca mucobatterica
I batteri che vivono nel cavo orale hanno prima dovuto aderire alle superfici orali (mucose o dentarie). Batteri privi di queste peculiarità sono continuamente lavati via dalla saliva ed ingoiati, introdotti così in quel grosso sterilizzatore chimico che è lo stomaco (poche specie batteriche sopravvivono al pH dello stomaco: tra esse Helicobacter pylori).

### Numero dei batteri
I meccanismi di difesa della bocca nei confronti del potenziale patogeno dei commensali sono numerosi: la saliva con il suo potere tampone e il suo contenuto in sali di calcio; la presenza di anticorpi e cellule bianche del sangue. Tuttavia essi hanno dei limiti oggettivi che dipendono dalla funzionalità individuale degli stessi meccanismi di difesa (pensiamo, ad esempio, a una riduzione del flusso salivare con l'ovvia riduzione dei potenziali difensivi).
Se i batteri divengono così numerosi da prevaricare i meccanismi di difesa cominciano a danneggiare le strutture del cavo orale e, nel caso specifico della carie, i tessuti duri del dente. La superficie di un dente, subito dopo la sua pulizia, appare completamente libera anche a un esame al microscopio, ma nell'arco di 2 minuti fotografie al SEM dimostrano la formazione di un sottile strato di glicoproteine a provenienza salivare; questo strato prende il nome di pellicola salivare acquisita e ha funzioni protettive per la superficie del dente, soprattutto nei confronti degli agenti abrasivi ambientali (il dente viene lubrificato per evitare l'attrito con le particelle di polvere). I batteri utilizzano proprio questo strato di glicoproteine per mediare la loro adesione alla superficie dentale; l'adesione alle superfici orali è infatti una condizione indispensabile per la sopravvivenza dei batteri nel cavo orale: senza questa caratteristica i batteri verrebbero ingoiati e distrutti nello stomaco.
Inizialmente (nelle prime 2-3 ore) si formano isole batteriche che si estendono a macchia di leopardo su tutta la superficie del dente; a 12 ore dall'inizio del processo il dente appare rivestito interamente da una patina batterica di 8-10 strati di cellule; a 24 ore di distanza, se le manovre di igiene non riprendono, gli strati di cellule arrivano a 100 e a 48 ore sono più di 300. Questa immensa popolazione batterica è tenuta unita da un'impalcatura glicoproteica prodotta da specifiche specie (Streptococcus mutans); essa prende il nome di placca mucobatterica, e si comporta come una barriera semimpermeabile che, di fatto, impedisce l'azione protettiva salivare sulla superficie del dente. Questo si ritrova quindi sommerso dai batteri e dai loro acidi, e senza i meccanismi difensivi salivari: in queste condizioni la componente minerale del dente comincia a sciogliersi non appena i processi metabolici dei batteri sono attivati, e il calcio da essi liberato viene immediatamente catturato dai batteri stessi.

### Attivazione dei processi metabolici dei batteri
La carie, come si è già detto, ha una patogenesi chimica: il dente si compone di un minerale particolare appartenente al gruppo delle apatiti (fondamentalmente idrossiapatite e fluorapatite); questi minerali si disgregano a contatto con acidi. Quando si assume un alimento (sia sotto forma di solido, sia di liquido, sia disperso nell'aria) questo viene consumato dai batteri che come risultato della loro consumazione producono proprio acidi; il processo si verifica se il pH della superficie dentale scende sotto il valore critico di 5.5 e, quindi, è necessario che gli idrogenioni si accumulino sulla superficie del dente, cosa resa possibile dall'accumulo della placca come visto in precedenza.
Le cause della carie sono legate a tre fattori determinanti: la flora microbica presente nella bocca (S. mutans, S. milleri, S. mitior, S. sanguis e Actinomyces, Lactobacillus), le condizioni generali dell'individuo e le sue abitudini alimentari (dieta ricca di saccarosio).
Tra i vari batteri presenti nel cavo orale vi è una specie più cariogena delle altre: lo Streptococco mutans. Questo streptococco anaerobio facoltativo sintetizza acido lattico o formico (a seconda della quantità di zuccheri), che scioglie i tessuti duri del dente (per esempio l'idrossiapatite dello smalto), a partire dal glucosio, che è il componente dei residui alimentari che restano in bocca dopo un pasto. Nella progressione della carie si dà importanza al Bifidobacterium dentium che è stato isolato nei denti già cariati e in alcune forme di carie precoci dell'infanzia.
C6H12O6 (glucosio) → 2 C3H6O3 (acido lattico)

### Fattori favorenti
Le condizioni generali che aumentano il rischio di carie sono:
- le alterazioni del flusso salivare, sia quelle di tipo quantitativo (in genere il flusso salivare medio è compreso tra i 600 e i 700 ml al giorno) sia quelle di tipo qualitativo (pH, alterazione delle concentrazioni dei componenti della saliva). La saliva combatte la carie tamponando l'acidità della bocca, e ha funzione sia microbicida che immunitaria.
- arcata dentaria disarmonica (denti storti), che facilita la formazione della placca cariogena rendendone difficile la rimozione.
- cattive abitudini alimentari, ossia i frequenti spuntini, o l'eccessivo consumo di cibi dolci, aumentano il rischio di carie. Gli zuccheri semplici e quelli più appiccicosi sono i più cariogeni. La frequenza elevata di assunzione di zuccheri mantiene un pH della bocca acido, e la demineralizzazione è continua. Per prevenire questo, occorre lavare i denti preferibilmente mezz'ora dopo ogni pasto, in quanto nei primi minuti dopo l'assunzione del cibo l'alto livello di acidità della bocca predispone ad una demineralizzazione superficiale che combinata allo spazzolamento può col tempo causare erosioni chimiche.

Una volta instaurato il processo carioso, ossia la formazione di una cavità prima nello spessore dello smalto e poi in quello della dentina, esso continua senza sosta, fino ad arrivare alla polpa del dente. La polpa, come del resto tutti i tessuti dentari, non ha capacità riparative; per cui i danni, in assenza di cure, sono permanenti.
L'esposizione intrauterina e durante i primi anni di vita al piombo promuove la carie dentaria. Anche il cadmio può sostituirsi al calcio e favorire la carie dentaria.
La saliva contiene anche iodio e EGF. L'EGF risulta efficace nella proliferazione, differenziazione e sopravvivenza delle cellule. Infatti l'EGF salivare, che è regolato anche dallo iodio inorganico alimentare, svolge un importante ruolo nella fisiologia e nel mantenimento della integrità del tessuto orale (e gastro-esofageo); e, d'altra parte, lo iodio è efficace anche nella prevenzione della carie dentale e nella salute orale.

## Sintomi
Nello stadio iniziale, quando è limitata allo smalto e agli strati superficiali della dentina la carie si presenta senza dare sintomi particolari, e sarà diagnosticabile solo dal medico con ispezione diretta o tramite esame radiografico. Questo comportamento asintomatico può prolungarsi a lungo, a volte per tutta la durata della malattia. Può a volte esserci sensibilità agli stimoli fisici (freddo e caldo) e chimici (zuccheri, acidi), ma questo tipo di sintomatologia è incostante, dipendente dalla posizione del dente nella bocca e della carie, e comunque è del tutto sovrapponibile alla comune sensibilità del dente sano che presenti aree di dentina cervicale esposta per processi legati all'età o ad altri tipi di patologie non cariose (erosioni, abrasioni, parodontopatia). Tipicamente solo quando la lesione giunge in prossimità della polpa compaiono i primi sintomi della malattia. I batteri che provocano la formazione della carie producono enzimi e sostanze tossiche che si diffondono attraverso i tubuli che per mezzo degli odontoblasti sono direttamente collegati alle strutture vascolo-nervose presenti nella polpa.
Se la lesione cariosa non viene rimossa, tali sostanze tossiche continueranno a diffondersi fino a giungere all'organo della polpa. La sintomatologia a questo punto diventa viva ed assume le caratteristiche tipiche della nevralgia del trigemino della seconda o della terza branca a seconda della zona imputata. I sintomi specifici sono: dolore diffuso a tutta l'emiarcata dentaria senza possibilità di distinzione del dente dolente, dolore esacerbato dagli stimoli chimici e fisici.
In questo stadio la polpa è in pulpite cioè ha aumentato il suo volume per dilatazione delle arterie per iperemia (facilitazione dell'arrivo delle cellule imputate nel processo della flogosi). Dopo questa fase che può durare da poche ore a parecchi giorni si ha spesso la scomparsa dei sintomi dolorosi in quanto la polpa, essendo contenuta in un contenitore rigido, va incontro ad ischemia. L'ischemia provoca la necrosi della polpa ed il processo carioso diventa silente (necrosi pulpare). Il processo infettivo a questo punto tenderà a spostarsi oltre il dente, provocando infiammazioni periapicali croniche (granuloma) o acute (parodontite apicale acuta), in cui i processi infettivi (ascessi o flemmoni) dall'osso tenderanno quindi a cercare un'uscita (fistolizzazione). Talvolta si giunge a questa fase senza passare per la fase di pulpite sintomatica, specialmente nei casi in cui il processo carioso abbia avuto una progressione lenta (causando una pulpite cronica a lento decorso, senza fase acuta).
In alcuni casi, soprattutto nei denti maturi (con il tempo la dentina diventa meno permeabile) e nelle persone anziane, il processo carioso può essere talmente lento da portare ad una parziale rimineralizzazione del tessuto cariato, che assume un aspetto molto scuro. Si parla di "carie secca", una volta considerata condizione stabile, in realtà a lentissima progressione. In questi casi l'apposizione di dentina terziaria porterà ad un lento processo di necrosi asettica del tessuto pulpare per impossibilità di spazio sufficiente al corretto trofismo. Questa condizione è virtualmente asintomatica e può rimanere silente molto a lungo, e sarà rilevabile solo con l'indagine radiografica che rileverà il tipico aspetto del granuloma periapicale, oppure per la sovrainfezione del tessuto necrotico, con conseguente comparsa del quadro di parodontite apicale acuta.

## Terapia
Nel caso di carie asintomatiche, superficiali e non cavitate il dentista potrà applicare e/o prescrivere formulazioni di fluoro o idrossiapatite per trasformare una carie attiva in una carie secca, ossia in forma inattiva. 
La terapia della carie sintomatiche e/o cavitate invece, effettuata solo da un dentista abilitato, consiste nella rimozione del tessuto cariato mediante l'utilizzo di strumenti meccanici o manuali, e nell'otturazione della cavità residua con materiali diversi (dall'antiestetico amalgama d'argento ai materiali più estetici come il composito, i cementi vetroionomerici, gli intarsi in oro o ceramica), a seconda delle esigenze estetiche e funzionali.
La terapia della pulpite consiste nell'apertura della camera pulpare, nell'asportazione completa della polpa (nel caso non possa essere conservata) mediante strumentazione meccanica, ed in una disinfezione accurata (utilizzando soluzioni di ipoclorito di sodio, EDTA e perossido di idrogeno), quindi l'otturazione della cavità completerà l'opera.
Nel caso di dente giovane e con pulpite in fase iniziale (scarsamente sintomatica) si può adottare una tecnica di incappucciamento vitale, usando una copertura per la polpa (principalmente con idrossido di calcio) al fine di riottenerne la guarigione salvaguardando la vitalità del dente. Questa tecnica è tuttora impredicibile, e richiede il monitoraggio del dente nel tempo.

## Prevenzione
Per la prevenzione della carie, è importante una corretta igiene orale domiciliare quotidiana effettuata mediante l'ausilio di spazzolino da denti, dentifricio e filo interdentale. Un utile supporto può essere costituito da un'igiene orale professionale presso l'odontoiatra, che può avvalersi della collaborazione di un igienista dentale.

### Fluoro
Il fluoro gode della capacità di remineralizzare lo smalto dentale, bloccare le vie metaboliche dei batteri responsabili della carie (enolasi batterica) e ridurre l'adesività batterica sulle superfici dentarie. Lo S. mutans produce acido lipoteicoico, che aderisce alla pellicola acquisita per mezzo di uno ione calcio Ca++. Il fluoro, sostituendo lo ione Ca++, inibisce quindi l'adesione batterica. Bisogna comunque prestare particolare attenzione all'utilizzo di questo elemento, dal momento che esso si trova in numerosi prodotti per l'igiene orale, gomme da masticare, anestetici, psicofarmaci e altro, oltre che ovviamente in natura; se assunto senza attenzione nei primi anni di vita (entro la pubertà), infatti, è possibile incorrere in una fluorosi, con il rischio di danni ai denti, alle ossa ed al sistema nervoso. La fluorosi perviene se durante l'istogenesi dei tessuti duri del dente (fino ai 12 anni), l'assunzione di fluoro supera i 2 mg. Per l'assunzione di questo elemento è consigliabile consultare sempre prima un odontoiatra o un medico.

### Sigillatura
Utile pratica di prevenzione primaria si è dimostrata la sigillatura dei denti. Viene realizzata attraverso il riempimento preventivo di solchi e fossette poste sulle superfici occlusali dei denti con un materiale apposito, solitamente non molto tempo dopo la loro eruzione, al fine di impedirvi la colonizzazione batterica ed il conseguente sviluppo della patologia cariosa.
Negli adolescenti e nei bambini che presentano molari permanenti è stato dimostrato che la pratica di sigillatura dei denti limita la formazione di carie fino a 48 mesi. Inoltre, la pratica di sigillatura è stata dimostrata efficace nella prevenzione primaria nei bambini ad alto rischio di carie.

### Alimentazione
Alcuni alimenti hanno una provata attività contro alcuni batteri del cavo orale e in particolare contro lo Streptococcus mutans: xilitolo, proantocianidine (vino rosso, mirtilli, cannella), tea tree oil, curcuminoidi, tè verde ricco di catechine, bevande d'orzo, fluoro, clorexidina, alcuni flavonoidi presenti nella scorza bianca della buccia degli agrumi, acido glicirizzico A presente nei bastoncini di liquirizia (se ingerito in bocca per oltre 4-5 minuti).
Un gruppo di ricercatori avrebbe individuato nel vino rosso delle sostanze in grado di neutralizzare l'attacco dello Streptococcus mutans allo smalto dei denti. Molto probabilmente si tratta di un gruppo di composti conosciuti come proantocianidine. L'utilità pratica di questa scoperta sembra però essere dubbia.

## Origini
Negli studi dell'evoluzione della dieta degli ominini è stato rilevato che l'insorgenza di cavità dentali nei crani dei reperti archeologici inizia drasticamente quando la dieta dei cacciatori carnivori neolitici, privi di danni simili a carie, passò in epoca storica alla cultura agricola che portò l'umanità al consumo dei carboidrati come fonte primaria nutritiva, creando l'ambiente adatto ad un ceppo dei batteri Streptococcus, che vengono ipotizzati provenienti ed evolutisi dai substrati dentali dei topi, che cominciarono ad infestare i primi agglomerati umani con l'accumulo di risorse alimentari.

## Stato della ricerca
Visto la grande diffusione del problema, sono da tempo allo studio soluzioni attraverso differenti linee di ricerca per la prevenzione delle carie.
La ricerca di un vaccino contro la carie in grado di agire sullo Streptococcus mutans, batterio principalmente in causa nella patogenesi cariosa soprattutto nelle sue fasi iniziali, è stata la linea principale seguita da varie ricerche. A tutt'oggi, nessuna risulta aver superato la fase clinica.
Nel 2012 una collaborazione tra José Còrdova della Yale University ed Erich Astudillo dell'Università del Cile e CEO di Top Innovations Tech, ha portato alla creazione di una molecola chiamata Keep32, la cui azione contrasterebbe il batterio Streptococcus mutans, che trasforma gli zuccheri in acido lattico.
L'acido ossamico inibitore dell'enzima lattato deidrogenasi (l'enzima che nei batteri produce l'acido lattico) blocca la produzione dell'acido lattico (responsabile della corrosione del dente).